# Walter Pidgeon
Walter Davis Pidgeon (født 23. september 1897, død 25. september 1984) var en canadisk skuespiller.
Han filmdebuterede allerede i stumfilmsdagene, 1925, i Mannequin. Han var høj, mørk og smuk med en afdæmpet udseende. Hans store gennembrud kom i 1941 i Grøn var min barndoms dal. I løbet af sin karriere medvirkede han i mere end 100 film.
Han var gift to gange; hans første kone døde i 1921, da hun fødte parrets andet barn.
Da Pidgeon døde i 1984, blev hans krop doneret til UCLA Medical School i Los Angeles. Han har siden 1960 haft en stjerne på Hollywood Walk of Fame på adressen 6414 Hollywood Blvd.